# Hamburg Towers
El Hamburg Towers, conocido por motivos de patrocinio como Veolia Towers, es un equipo de baloncesto alemán con sede en la ciudad de Hamburgo, que compite en la Basketball Bundesliga, la primera división de su país. Disputa sus partidos en el InselPark-Halle, con capacidad para 3400 espectadores.

## Posiciones en Liga
| Temporada | Nivel | División | Pos.    | G–P   |
| --------- | ----- | -------- | ------- | ----- |
| 2014–15   | 2     | ProA     | 8º      | 15-18 |
| 2015–16   | 2     | ProA     | 5º      | 18-12 |
| 2016–17   | 2     | ProA     | 9º      | 14-16 |
| 2017–18   | 2     | ProA     | 10º     | 13-17 |
| 2018–19   | 2     | ProA     | Campeón | 26-15 |
| 2019–20   | 1     | BBL      | 17º     | 3-17  |
| 2020–21   | 1     | BBL      | 7º      | 21-13 |
| 2021–22   | 1     | BBL      | 7º      | 19-15 |

## Historia
Antes de la aparición de los Hamburg Towers, había habido baloncesto profesional en la ciudad hasta la temporada 2001-2002, cuando el BCJ Hamburg disputaba la 2. Basketball Bundesliga. Sin embargo, el equipo tuvo que declararse en bancarrota por problemas financieros. En aquella época se habló de volver a sacar un equipo profesional para la ciudad, pero finalmente no fue así.
En febrero de 2013, el exjugador Pascal Roller anunció, junto con el empresario Wolfgang Sahm y el anunciante Gunnar Klink, la creación de un equipo con el nombre de Hamburg Towers. En septiembre de 2013, Roller y Marvin Willoughby presentaron el proyecto, mientras que se fundó la sociedad Hamburg Towers Basketball-Betreibergesellschaft mbH.
Originalmente, querían solicitar una plaza en la Basketball bundesliga, la máxima categoría del baloncesto alemán, pero esos planes fueron suspendidos debido a la falta de un patrocinador principal. En su lugar, participaron en el proceso de adquisición de una wild card en la ProA, el segundo nivel, lo que les fue concedido paa la temporada 2014-2015.

## Jugadores destacados
| - Terry Thomas - Cornelius Adler - Leon Bahner - Helge Baues - Marius Behr - Mario Blessing - Anthony Canty - Benjamin Fumey - Kay Gausa - Moritz Hübner - Lars Kamp | - Vincent Kittmann - Marc Liyanage - Louis Olinde - Justin Raffington - Max Rockmann - Stefan Schmidt - Janis Stielow - Michael Wenzl - Enosch Wolf - Will Barnes - Rod Camphor | - Robert Ferguson - Chris Hill - DeAndre Lansdowne - Xavier Roberson - Jonathon Williams - Bazoumana Koné - Andrés Murillo - Travis Warech |